# Константин Дука од Тесалије
Константин Дука од Тесалије је био владар Тесалије од 1289. до своје смрти 1303. године, из династије Дука. Био је син севастократора Јована I Дуке.

## Биографија
Константин Дука је био други син севастократора Јована I Дуке од Тесалије његове супруге, која је позната само под монашким именом Хипомона („Стрпљење“). Наследио је свог оца око 1289. године, као владар Тесалије и владао је до смрти 1303. године. Од 1295. године, носио је титулу севастократора. На почетку своје владавине, пошто је био малолетан, у његово име је владала деспина Ане Палеолог Кантакузин, као намесница. Његов млађи брат Теодор Анђел био му је савладар до своје смрти око. 1299. године.
На почетку његове владавине, Константинова мајка је ушла у преговоре са Византијским царством и, у замену за признавање номиналног византијског суверенитета, Константину је додељена титула севастократора. Севастократор Константин је наставио очев рат против деспота Нићифора I Комнина Дуке од Епира и његових анжујских савезника. Кампања 1295. године, резултирала је тесалском окупацијом тврђава које је деспот Нићифор I одредио као мираз своје ћерке Тамаре Анђел Комнин када се удала за кнеза Филипа I од Тарента, сина напуљског краља Карла II и краљице Марије од Угарске. Већина ових освајања је изгубљена у корист Анжујаца 1296. године, када је потписано примирје. Даље борбе уследиле су 1301. године, и Ангелокастрон у Етолији-Акарнанији је морао бити враћен кнезу Филипу I Тарентском. Готово ништа друго се не зна о владавини севастократора Константина Анђела, који је умро 1303. године.

## Породица
Жена му је непозната; Карл Хопф је известио да се звала Ана Евагиониса, и да је надживела севастократора Константина, умрла је 1317. године. Пар је имао најмање једно дете, Јована II Дуку, који га је наследио као владара Тесалије.

## Породично стабло
|  |                                |  |  |  |  |  |  |  |  |  |  |  |  |  |  |  |
|  | 2. Јован I Дука од Тесалије    |  |  |  |  |  |  |  |  |  |  |  |  |  |  |  |
|  |                                |  |  |  |  |  |  |  |  |  |  |  |  |  |  |  |
|  |                                |  |  |  |  |  |  |  |  |  |  |  |  |  |  |  |
|  | 1. Константин Дука од Тесалије |  |  |  |  |  |  |  |  |  |  |  |  |  |  |  |
|  |                                |  |  |  |  |  |  |  |  |  |  |  |  |  |  |  |
|  |                                |  |  |  |  |  |  |  |  |  |  |  |  |  |  |  |
|  | 3.                             |  |  |  |  |  |  |  |  |  |  |  |  |  |  |  |
|  |                                |  |  |  |  |  |  |  |  |  |  |  |  |  |  |  |
|  |                                |  |  |  |  |  |  |  |  |  |  |  |  |  |  |  |